# Sidalcea gigantea
Sidalcea gigantea är en malvaväxtart som beskrevs av G.Clifton, R.E.Buck och S.R.Hill. Sidalcea gigantea ingår i släktet axmalvor, och familjen malvaväxter. Inga underarter finns listade i Catalogue of Life.

## Bildgalleri

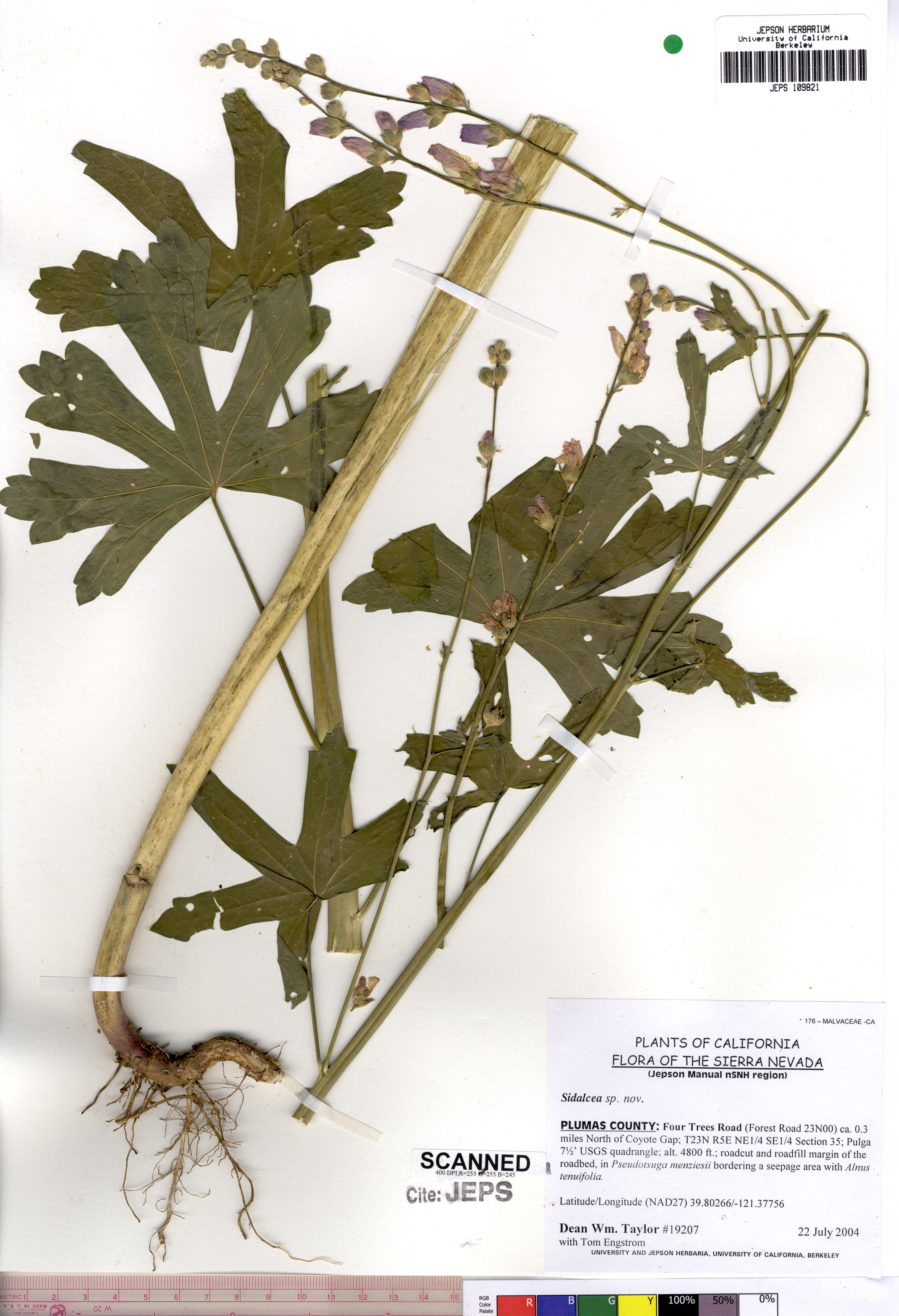